# Miniota (municipalité rurale)
Miniota est une municipalité rurale du Manitoba située  dans ouest de la province. Les premiers habitants arrivèrent dès 1879 et la population en 2006 atteignait 904 habitants. Drainée par la rivière Assiniboine, la municipalité enclave les localités de Arrow River, Beulah, Crandall, Isabella et Miniota.

## Référence
- (en) Cet article est partiellement ou en totalité issu de l’article de Wikipédia en anglais intitulé « Rural Municipality of Miniota » (voir la liste des auteurs).